# Jutta Leskovar
Jutta Leskovar (* 23. September 1972 in Linz) ist eine österreichische Prähistorikerin und Autorin.

## Ausbildung
Leskovar studierte ab 1991 Ur- und Frühgeschichte und Geschichte an der Universität Wien und wurde dort auch promoviert. Im Jahr 2009 beendete sie ein weiterführendes Studium an der Bangor University in Wales als Doktor der Philosophie (Ph.D.).

## Berufliches Wirken
Leskovar ist seit 2001 Sammlungsleiterin Ur- und Frühgeschichte am Oberösterreichischen Landesmuseum. Seit 2002 obliegt ihr die wissenschaftliche Betreuung des Freilichtmuseums Keltendorf Mitterkirchen.
Zwischen 2002 und 2011 war sie Lehrbeauftragte am Institut für Keltologie der Universität Wien.
Von 2004 bis 2012 veranstaltete sie gemeinsam mit Raimund Karl (Bangor University, Wales) eine zweijährliche internationale Tagungsreihe zum Thema Interpretierte Eisenzeiten – Interpreted Iron Ages. Die Tagungsbände werden in den Studien zur Kulturgeschichte von Oberösterreich publiziert.
Seit 2015 ist sie Leiterin des Forschungsprojekts Zeitensprung im Vorfeld der oberösterreichischen Landesausstellung 2020 (bzw. nach Verschiebung 2027).
Sie analysierte über viele Jahre die Schnittstellen zwischen Archäologie und Spiritualität im Rahmen wissenschaftlicher Projekte und beschäftigte sich in weiterer Folge in Theorie und Praxis mit Schamanismus. In diesem Zusammenhang hält sie international Vorträge für die Foundation for Shamanic Studies in Europe.
Im Jahr 2023 veröffentlichte Leskovar ihren ersten historischen Roman, der in der Hallstattzeit spielt.

## Aktivitäten in Vereinen
- 2005 war sie Mitbegründerin des Vereins Standesvertretung der Museumsarchäolog(inn)en und war dort ab 2005 Obfrau.
- 2006 war sie Mitbegründerin des Vereins Gesellschaft für Archäologie in Oberösterreich in Nachfolge der Arbeitsgemeinschaften Ur- und Frühgeschichte und Römerzeit am Oberösterreichischen Landesmuseum. Sie war dort ab 2008 Obmann-Stellvertreterin.

## Publikationen
Diplomarbeit und Dissertationsthemen
- Drei Wagengräber im hallstattzeitlichen Gräberfeld von Mitterkirchen/Oberösterreich, Unveröffentlichte Diplomarbeit, Universität Wien, 1998, 70 Blatt
- Das hallstattzeitliche Gräberfeld von Mitterkirchen/OÖ., Universität Wien, Dissertation, 1999
- Kämpfen um die Kelten. Archäologische Argumente in der neuheidnischen Literatur und der Keltenbegriff in der Fachliteratur, Dissertation, Bangor University, UK, 2009 bzw. 2012.

Bücher
- Als Herausgeberin mit Maria-Christina Zingerle: Goldener Horizont. 4000 Jahre Nomaden der Ukraine, Weitra, 2010, ISBN 978-3-900000-82-0
- Als Herausgeberin mit Christine Schwanzar und Gerhard Winkler: Worauf wir stehen. Archäologie in Oberösterreich, Weitra, 2003, ISBN 978-3-85252-525-9.
- Wicca, Kelten, Schamanen. Archäologische Fakten und Fiktionen im Neuheidentum. Anton Pustet, Salzburg 2023, ISBN 978-3-7025-1095-4.

Fachartikel
Leskovar ist mit einem oder mehreren Artikeln in internationalen, nationalen und regionalen Fachzeitschriften vertreten:
- Archäologie Österreich, Band 11, Wien 2000
- Linzer archäologische Forschungen, Sonderheft 17, Linz 1996
- Sonius. Archäologische Botschaften aus Österreich, diverse Ausgaben
- EuroJournal Linz – Mühlviertel – Böhmerwald, Heft 11, Linz 2005
- Kulturbericht Oberösterreich, diverse Ausgaben
- Oberösterreichische Heimatblätter, diverse Ausgaben
- Fundberichte aus Österreich, diverse Ausgaben
- Diverse Ausstellungskataloge und Heimatbücher (Oberösterreich)

Schriftenreihen
- Mit Raimund Karl: Interpretierte Eisenzeiten. Fallstudien, Methoden, Theorie, Studien zur Kulturgeschichte von Oberösterreich, Schriftenreihe des Oberösterreichischen Landesmuseums, Folge 18, 19, 22 und 31, 42, ?, Linz 2004 bis 2016
- Mit Christian Hemmers, Christina Schmid und Stefan Traxler: Sonius, Archäologische Botschaften aus Oberösterreich, Herausgeber: Verein Gesellschaft für Archäologie in Oberösterreich (seit 2006)

Historische Romane
- Salzberggöttin. Historischer Roman aus der Hallstattzeit. Gmeiner-Verlag, Meßkirch 2023, ISBN 978-3-8392-0406-1.
- Salzbergerbin. Historischer Roman aus der Hallstattzeit. Gmeiner-Verlag, Meßkirch 2024, ISBN 978-3-8392-0726-0.